# ダムマンガ
『ダムマンガ』は、井上よしひさによる日本の漫画。『月刊ヤングキングアワーズGH』（少年画報社）にて、2014年4月号から2016年9月号まで連載。ダムマニアとしても知られる著者による、ダムが好きな女子高生たちを主人公としてダムの魅力やダムの果たす役割、ダムの面白さを伝える作品。作者は成年漫画家として知られるため、当作も成年漫画と誤解されることがあるが、一般作品である。
話数はダムの数え方にちなみ「○基目」としており、国土交通省をはじめ、各地のダム管理所なども取材に協力している。
テレビブロス2014年11月8日号「2014ブロスコミックアワード」女子高生部門3位。

## あらすじ
自分の名字である黒部から、ダム子とからかわれた過去のトラウマを持ち、ダムを毛嫌いしていた黒部弓見。しかし、入学した高校で知り合った先輩の八田かなんは、超マニアックサークル「ダム部」の部長をつとめる生粋の「ダム人間」であった。

## 登場人物
黒部弓見
本作の主人公。9月12日生まれ。
自分の名字である黒部から、ダム子とからかわれた過去のトラウマを持ち、ダムを毛嫌いしていた。高校入学式で知り合った八田かなんに各地のダムに連れて行かれ、社会インフラとしてのダムの役割などを知り「ダム部」に入部する。髪型はポニーテール。名前の由来は黒部ダムとダムの型式（アーチ式ダム）。
八田かなん
ダムが大好きなダム人間。8月15日生まれ。
私立荒玉女子高校ダム部の部長として部員とともに各地のダムに行く。名前の由来は烏山頭ダムを建設した八田與一と台湾の嘉南平原。
青山あきら
癖の強い髪質をした眼鏡っ娘。6月29日生まれ。
新聞部員だが、ダム部と兼部。常にカメラを携帯している。名前の由来は青山士。
物部カルロッタ
金髪にツインテール、小柄で活発な少女。7月21日生まれ。
ゲーム研究部員だが、ダム部と兼部。カードバトルが好きで、ダムカードを集めるために入部した。名前の由来は物部長穂とカルロ・セメンツァで、セメンツァ姓は母親の姓に反映されている。
空海まお
ダム部顧問。自家用車を所有しているので、ダム巡りに便利なことから顧問にされた。オカルトマニア。名前の由来は満濃池などの建設を指揮した空海と空海の幼名・佐伯眞魚（さえきのまお）。
伊奈ひかる
群馬県立水上温泉高校ダム同好会部長。藤原ダムが大好き。名前の由来は関東の治水に大きな貢献をした伊奈氏。
怜家せら
水上温泉高校ダム同好会員。ポニーテール。名前の由来は砂防の父といわれるヨハニス・デ・レーケ。
宮島咲
実在のダム愛好家。ダム部部員らにダムカレーを振る舞う。名前の由来は麻雀漫画ではなく、本名。マンガの各回に登場するダムを解説する「ダムコラム」も執筆している。
鈴木夜乃香
青山あきらのいとこ。新潟県魚沼市で温泉旅館を経営している。ダム部の夏季合宿に協力。
西堂あづみ
映画研究部員。文化祭で上映する自主制作特撮映画「地球刑事オシャレバン」の原作・監督。
宮岡れいこ
映画研究部員。「地球刑事オシャレバン」の主演。
田原野英梨
生徒会副会長。部活仕分け人として、ダム部を同好会に格下げしようとする。
庵堂恋
天ヶ瀬ダムの近くに住んでいる女子高生。修学旅行中の八田かなんと出会う。名前の由来はアンドレ・コイン。
小野佐衛子
荒川ダム総合管理所員。元生徒会長で、空海まおの先輩。名前の由来は小野基樹。
早路里桂
ゲーム研究部部長。「ダムカードかるた」でダム部と対戦する。

## 登場するダム等
- 宮ヶ瀬ダム
- 村山下ダム
- 黒部ダム (栃木県)
- 利根川河口堰
- 白丸ダム
- 小河内ダム
- 薗原ダム
- 国土交通省　川の防災情報
- 金山ダム (千葉県)
- ダムカレー
- 三国川ダム
- 奥只見ダム
- 浦山ダム
- 天ヶ瀬ダム
- 下久保ダム
- 二瀬ダム
- 岩淵水門
- 日吉ダム
- ダムカードかるた
- 八ッ場ダム
- 藤原ダム
- 奈良俣ダム
- 筑後川 (團伊玖磨)
- 烏山頭ダム

## 実際のダムでの活用
2015年7月の「森と湖に親しむ旬間」に合わせ、下久保ダム（群馬県・埼玉県境）の防災用電光掲示板では、本作のキャラクターの八田かなんと黒部弓見が登場した。ダム用電光掲示板に連載漫画のキャラクターが登場するのは全国初の取組で、同旬間終了後は道行く人たちに「節水」や「交通安全」なども呼びかける。下久保ダム塗り絵コンテストの原画にも、本作のキャラクターが採用されている。
ダムカードをアピールするため、本作のキャラクターの物部カルロッタが描かれた、ダムカードを配布していることを示す｢ダムカードあり〼｣ポスターを掲示しているダム管理所もある。
2019年には「天皇陛下御在位三十年記念ダムカードあり〼ポスター」にキャラクターが採用された。

## 書誌情報
- 井上よしひさ 『ダムマンガ』少年画報社〈ヤングキングコミックス〉、全4巻
  1. 2014年10月30日初版発行、2014年10月16日発売 ISBN 978-4-7859-5403-1[5]
  2. 2015年5月30日初版発行、2015年5月16日発売 ISBN 978-4-7859-5549-6[6]
  3. 2016年1月30日初版発行、2016年1月16日発売 ISBN 978-4-7859-5701-8[7]
  4. 2016年9月30日初版発行、2016年9月16日発売 ISBN 978-4-7859-5862-6[8]